# Mermitelocerus
Mermitelocerus is een geslacht van wantsen uit de familie blindwantsen. Het geslacht werd voor het eerst wetenschappelijk beschreven door Odo Reuter in 1908.

## Soorten
Het genus bevat de volgende soorten:

- Mermitelocerus annulipes Reuter, 1908
- Mermitelocerus schmidtii (Fieber, 1836)
- Mermitelocerus viridis Yasunaga and Miyamoto, 1991